# Рибарци (Новаци)
Рибарци (мкд. Рибарци) су насеље у Северној Македонији, у јужном делу државе. Рибарци припадају општини Новаци.

## Географија
Насеље Рибарци је смештено у јужном делу Северне Македоније. Од најближег већег града, Битоља, насеље је удаљено 14 km источно.
Рибарци се налазе у средишњем делу Пелагоније, највеће висоравни Северне Македоније. Насељски атар је равничарски, док се даље ка истоку издиже Селечка планина. Западно од насеља протиче Црна река. Надморска висина насеља је приближно 580 метара.
Клима у насељу је континентална.

## Становништво
Рибарци су према последњем попису из 2002. године имали 130 становника.
Претежно становништво по последњем попису су етнички Македонци (100%).
Већинска вероисповест је православље.